# Thomas Cuisinier
Pour les articles homonymes, voir Cuisinier (homonymie).
Thomas (Thomé) Cuisinier, surnommé le Père de la justice, est natif de la ville de Bordeaux. Reçu le 27 janvier 1530, Premier président au parlement de Provence, il fut enseveli aux Observantins d'Aix-en-Provence, le 25 juin 1531.